# ICN Business School
L'ICN Business School o ICN (in precedenza Institut commercial de Nancy) è una business school fondata a Nancy nel 1905. La scuola è sviluppata fino a quattro campus europei: Berlino, Norimberga, La Défense e Nancy. Rientra nel 5% delle business school con triplo accreditamento AACSB, EQUIS e AMBA.

## Famoso laureato
- Nicolas Thévenin (1981), arcivescovo cattolico francese